# Kenneth Connor
Kenneth Connor, MBE (Islington, Londres, 6 de juny de 1916 – South Harrow, Londres, 28 de novembre de 1993) va ser un actor teatral, radiofònic, cinematogràfic i televisiu anglès, conegut principalment per la seva participació en films de la sèrie Carry On.

## Biografia
Nascut a Londres, Anglaterra, era fill d'un oficial naval. Connor va actuar per primera vegada en el teatre als dos anys, i als 11 ja tenia un nom propi. Després d'un període a l'escola dramàtica i en l'exèrcit, amb el qual va participar en la invasió britànica de Roma, va tornar al teatre, però els seus primers èxits van arribar amb comèdies radiofòniques de la BBC, particularment amb el programa de Ted Ray Ray's a Laugh. A més, va tenir un petit paper com a taxista en El quintet de la mort (1955), i va participar com a convidat ocasional en el programa radiofònic The Goon Show.
El 1958, va ser triat per treballar en el primer film de la sèrie de pel·lícules Carry On, Carry On Sergeant. Va ser un dels actors regulars de la sèrie: intervingué en 17 dels 30 títols originals i en moltes de les produccions televisives. El seu fill Jeremy va actuar interpretant el seu fill en Carry On Nurse. Al costat de Kenneth Williams i Eric Barker, Kenneth Connor va ser l'única estrella de la sèrie que va actuar en el primer títol, Carry On Sergeant, i en l'últim, Carry On Emmanuelle, sense tenir en compte la producció de 1992 Carry On Columbus.
També va actuar amb els seus companys de Carry On Sid James i Esma Cannon en la comèdia britànica de 1961 What a carve up!.
Entre 1971 i 1973 Connor es va sumar, al costat d'Arthur Lowe i Ian Lavender, estrelles de Dad's Army, al xou radiofònic de la BBC Parsley Sidings. En contrast amb alguns dels seus companys en Carry On, Connor va aconseguir un èxit posterior en l'escena londinenca interpretant al costat de Frankie Howerd l'obra A Funny Thing Happened on the Way to the Forum, a més d'actuar en revistes en el West End.
En televisió, va actuar en The Black and White Minstrel Show, en el xou infantil Rentaghost (1983 – 1984), com a Monsieur Alfonse en la sèrie Allo, Allo (1984 – 1992) i com a Oncle Sammy Morris en Hi-de-Hi! (1986 – 1988). També va fer diverses actuacions com a artista convidat en diverses sitcoms ('comèdies de situació'), incloent-hi That's My Boy, You Rang, M'Lord? i un memorable cameo en un episodi de Blackadder the Third el 1987, al costat del veterà còmic Hugh Paddick. El seu últim treball per a TV va ser com a Mr. Warren en un episodi de The Adventures of Sherlock Holmes, emès el 1994, després de la defunció de l'actor.
En total, va treballar en més de cinquanta pel·lícules, i va ser honrat per la reina amb el títol d'MBE el 1991.
Connor va morir a causa d'un càncer al seu domicili a Harrow, Middlesex el 1993.

## Filmografia
Filmografia:
- Poison Pen (1939)
- Don't Say Die (1950)
- Miss Robin Hood (1952)
- There Was a Young Lady (1953)
- Marilyn (1953)
- The Black Rider (1954)
- El quintet de la mort (The Ladykillers) (1955)
- Davy (1957)
- Carry On Sergeant (1958)
- Make Mine a Million (1959)
- Carry On Nurse (1959)
- Carry On Teacher (1959)
- Watch Your Stern (1960)
- Carry On Constable (1960)
- Dentist in the Chair (1960)
- Nearly a Nasty Accident (1961)
- His and Hers (1961)
- Carry On Regardless (1961)
- A Weekend with Lulu (1961)
- Dentist on the Job (1961)
- What a Carve Up! (1961)
- Carry On Cruising (1962)
- Carry On Cabby (1963)
- Carry On Cleo (1964)
- Gonks Go Beat (1965)
- Cuckoo Patrol (1967)
- Rhubarb (1969)
- Captain Nemo and the Underwater City (1969)
- Carry On Up the Jungle (1970)
- Carry On Henry (1971)
- Carry On Matron (1972)
- Carry On Abroad (1972)
- Carry On Girls (1973)
- Carry On Dick (1974)
- Carry On Behind (1975)
- Carry on England (1976)
- Carry On Emmannuelle (1978)

## Papers televisius
| Any         | Títol                             | Paper              |
| ----------- | --------------------------------- | ------------------ |
| 1983 a 1984 | Rentaghost                        |                    |
| 1984 a 1992 | 'Allo 'Allo!                      | Monsieur Alfonse   |
| 1986 a 1988 | Hi-de-Hi                          | Oncle Sammy Morris |
| 1987        | Blackadder the Third              | Enoch Mossop       |
| 1994        | The Adventures of Sherlock Holmes | Mr. Warren         |